# NGC 2821
NGC 2821 (również PGC 26192) – galaktyka spiralna (Sbc), znajdująca się w gwiazdozbiorze Kompasu. Odkrył ją John Herschel 26 marca 1835 roku.